# Le Breuil (Marne)
Le Breuil is een gemeente in het Franse departement Marne (regio Grand Est) en telt 350 inwoners (2004). De plaats maakt deel uit van het arrondissement Épernay.

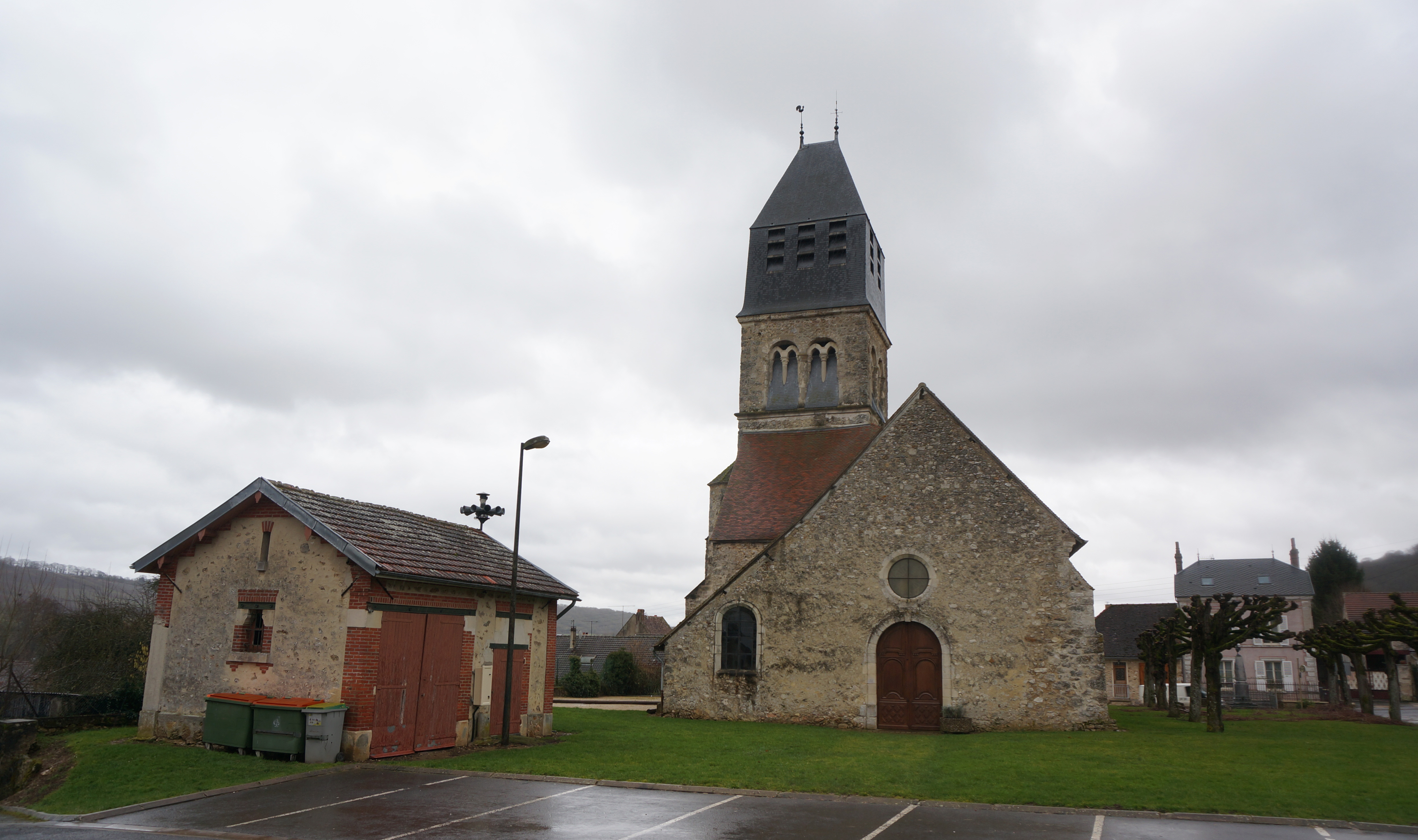
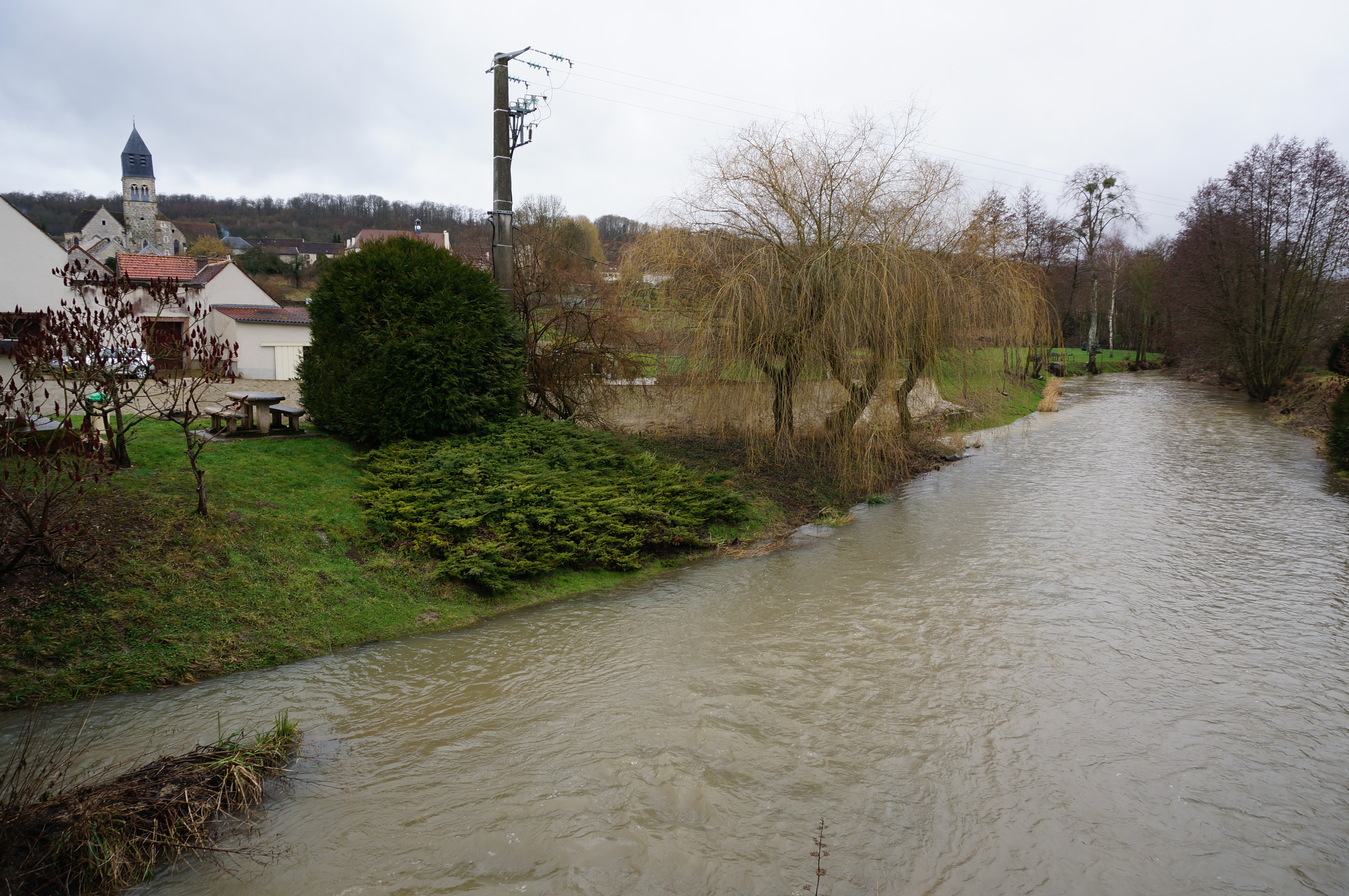

## Geografie
De oppervlakte van Le Breuil bedraagt 16,4 km², de bevolkingsdichtheid is 21,3 inwoners per km².
De onderstaande kaart toont de ligging van Le Breuil (Marne) met de belangrijkste infrastructuur en aangrenzende gemeenten.

## Demografie
Onderstaande figuur toont het verloop van het inwonertal (bron: INSEE-tellingen).

1. ↑  Populations de référence 2022.